# Londres 38

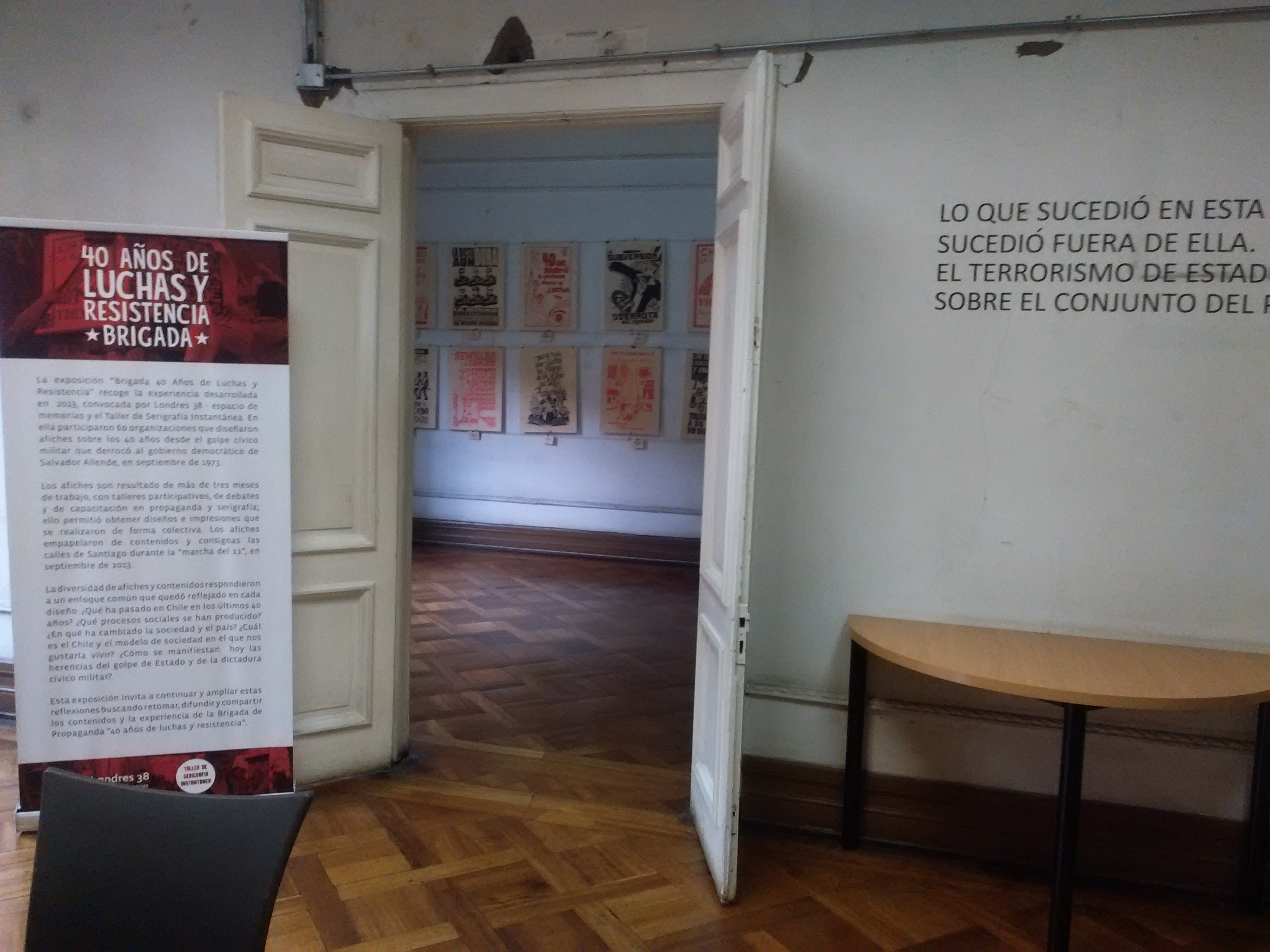
El inmueble de Londres 38 funcionando como museo.

Londres 38 fue un inmueble utilizado por la Dirección de Inteligencia Nacional (DINA) como lugar de detención y tortura de opositores a la dictadura de Augusto Pinochet. El recinto se encuentra en el centro de la ciudad de Santiago de Chile y era conocido en la jerga de la DINA con el nombre clave de Yucatán.

## Historia

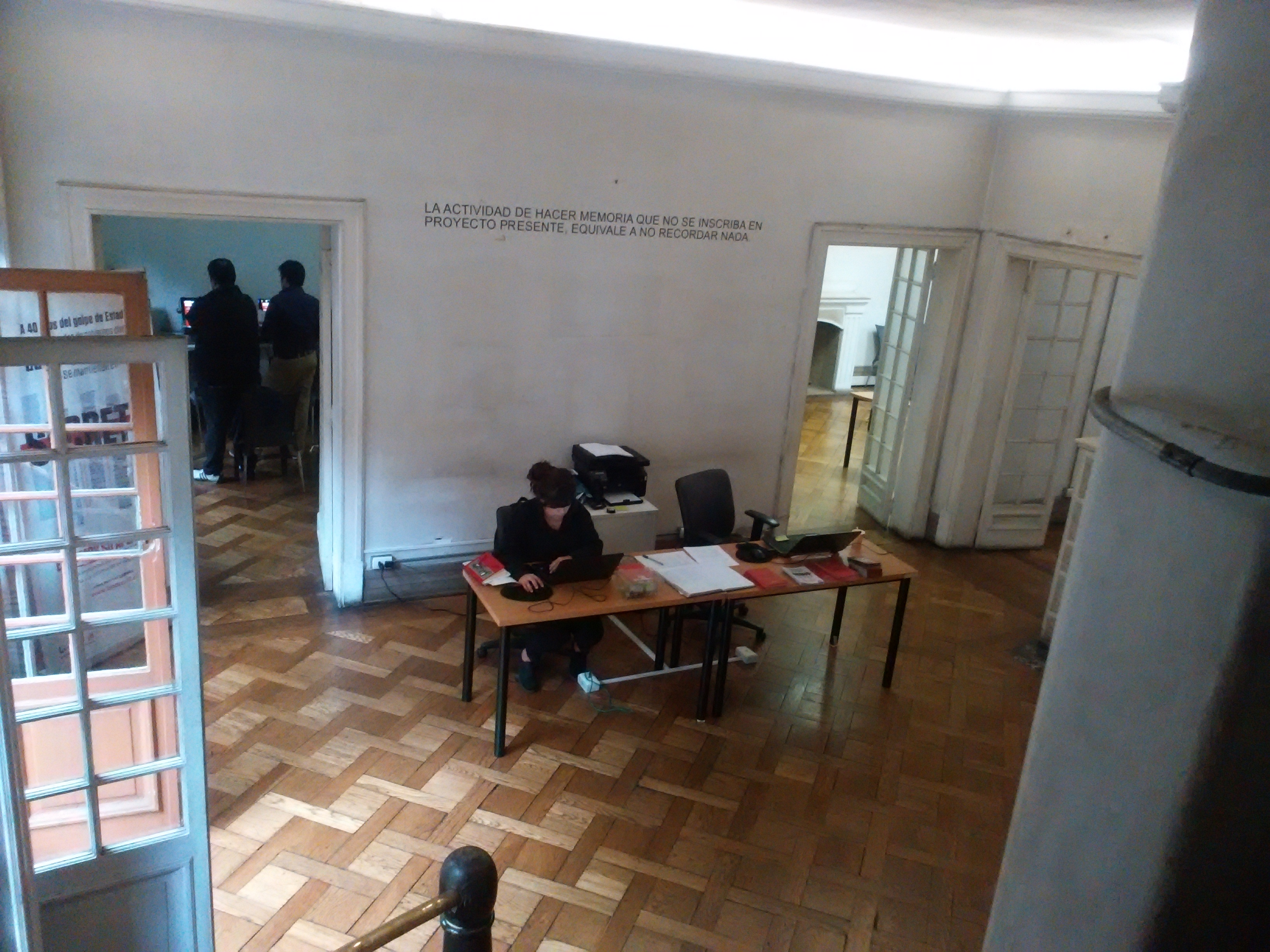
Sala de recepción.

### Cuartel Yucatán
Este lugar era una antigua sede comunal del Partido Socialista de Chile, que con posterioridad al golpe de Estado del 11 de septiembre de 1973 y hasta fines de 1974 se convirtió en un centro clandestino de detención y torturas de la DINA. Al tratarse de la primera época de la represión, los sistemas de torturas, desaparición y exterminio utilizados en este lugar fueron muy brutales.

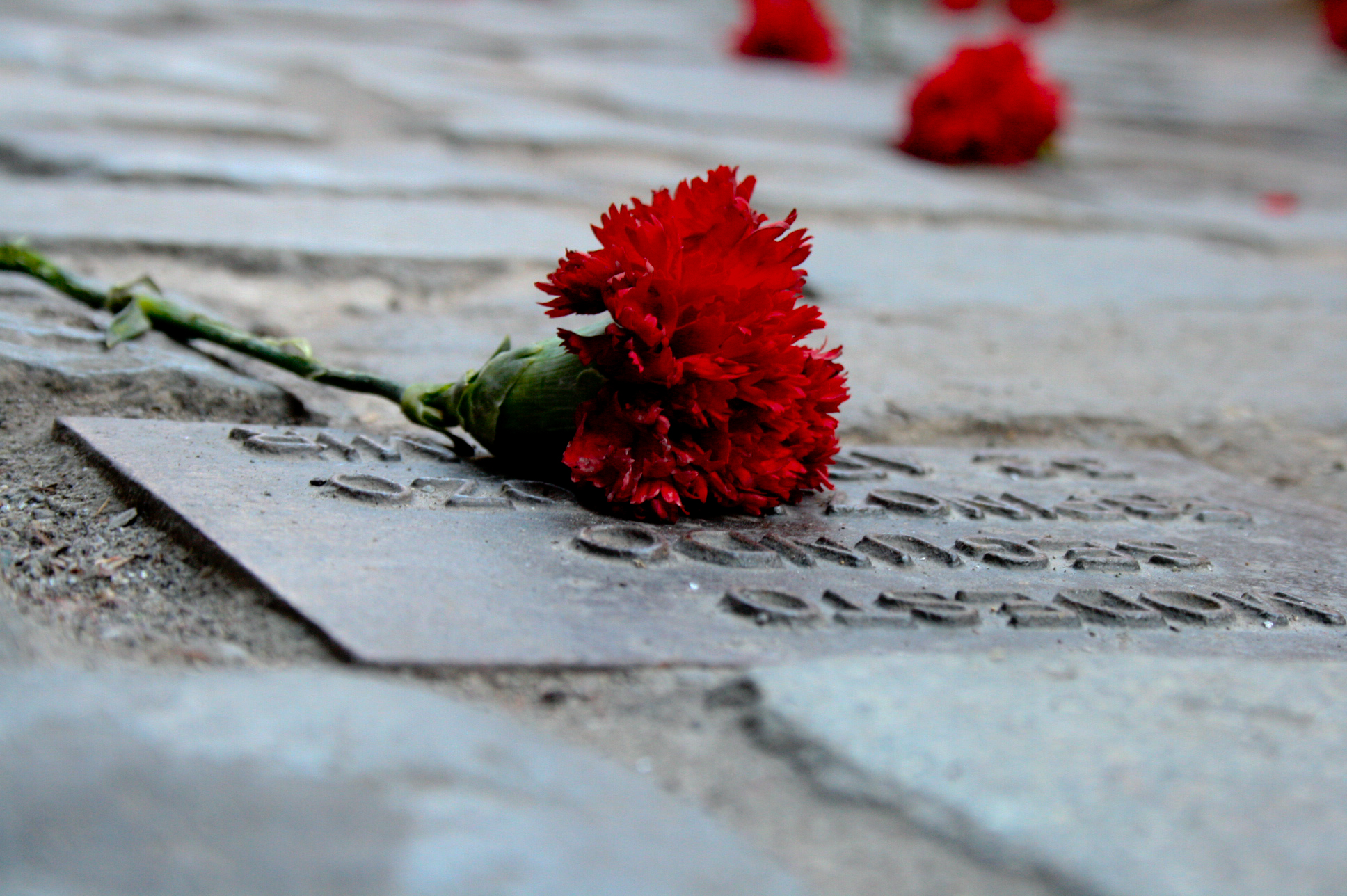
Homenaje a Modesto Segundo Espinoza frente a Londres 38.

Su importancia está dada por el hecho de ser el primer eslabón de una cadena de recintos de reclusión utilizados por la DINA en la Región Metropolitana, en su campaña en contra del Movimiento de Izquierda Revolucionaria (MIR), primero, y de otras organizaciones de la izquierda chilena, como los partidos Socialista y el Comunista; y que incluyó también a los recintos clandestinos ubicados en José Domingo Cañas N° 1367, Venda Sexy y Villa Grimaldi. 
En efecto, en el periodo que va del 20 de mayo de 1974 al 20 de febrero de 1975, en esos cuatro recintos clandestinos fueron hechos desaparecer y/o ejecutados más de 219 prisioneros, en su mayor parte militantes del MIR. De hecho nunca antes, ni después, durante los diecisiete años de la dictadura militar, fueron hechas desaparecer y/o ejecutadas tantas personas en la Región Metropolitana, en una sola campaña represiva, como queda claro al comparar estas cifras con las de las campañas en contra de la izquierda en su conjunto desde el 11 de septiembre hasta el 30 de octubre de 1973, y la realizada en contra del Partido Comunista desde fines de 1975 hasta fines de 1976. 
Según la Comisión Rettig en este lugar la DINA cometió: 

“las modalidades de tratamiento más característicos de la DINA durante su primera fase, muchas de las cuales permanecen más adelante: interrogatorios inmediatos y sin límites en la tortura que se aplicaba, permanente trato vejatorio”.

Gran cantidad de personas pasaron por este recinto detenidas. A finales de 1974 y al entrar en funciones los locales de José Domingo Cañas y Villa Grimaldi fue cerrado y sus prisioneros repartidos entre los demás recintos secretos de detención. Se calcula que cerca de 1100 personas pasaron por este recinto, y que en su interior se ejecutó a 81 hombres y 13 mujeres, dos de las cuales estaban embarazadas. En su inmensa mayoría eran jóvenes: 80 de ellos aún no habían cumplido los 30 años (de los cuales 38 tenían menos de 25 años y 12 eran menores de 20 años). En cuanto a su militancia partidaria, 64 eran militantes del MIR, 17 eran militantes del PC, 7 eran militantes del PS y 6 carecían de militancia reconocida. De estos 94 detenidos desaparecidos y/o ejecutados en Londres N 38, 47 integran la lista de los 119 vinculada con la llamada Operación Colombo.  
Los detenidos denominaron a este lugar como el Palacio de la Risa o Casa de las Campanas, pues desde el interior escuchaban las campanas de la vecina Iglesia de San Francisco, aunque por su situación no estaban en condiciones de poder determinar de cuál iglesia se trataba. También le denominaron La Silla: 

“por la forma en que se mantenía a los detenidos, con los ojos vendados, amarrados de pies y manos, sentados en una silla día y noche.

Según testimonios entregados a la Comisión Valech, en este lugar los detenidos: 

“sufrieron brutales torturas en este recinto, permanecían vendados, generalmente amarrados a una silla, eran desnudados y no recibían alimentación y sólo excepcionalmente se les daba de beber. Denunciaron que fueron sometidos a interrogatorios durante todo el tiempo de su permanencia. Durante los interrogatorios los prisioneros fueron torturados con golpes, en ocasiones hasta causarles fracturas; pau de arara, el submarino seco y el mojado, con aplicación de electricidad en la parrilla, colgamiento, quemaduras con cigarrillos, el teléfono; fueron sometidos a la ruleta rusa; se les administraban drogas; estaban expuestos a ruidos molestos durante la noche para impedirles dormir, especialmente música a todo volumen. Eran obligados a escuchar y presenciar torturas a otros detenidos; fueron objeto de vejaciones y violaciones sexuales, de simulacros de fusilamiento, de amenazas y manipulación psicológica”.

Posteriormente, el 29 de noviembre de 1978, el edificio fue transferido gratuitamente al Instituto O'Higginiano mediante el Decreto Supremo 964, firmado por Augusto Pinochet,  y es en esos años que el número 38 fue cambiado por el 40.
Este Instituto es una organización vinculada al Ejército de Chile que fue presidido durante décadas por el general retirado Washington Carrasco, quien tuvo una activa participación en las acciones represivas llevadas a cabo inmediatamente después del Golpe Militar de 1973, en la región del Bio-Bio. A mediados del 2006 Carrasco fue reemplazado por Carlos Aguirre.

### Casa de la memoria

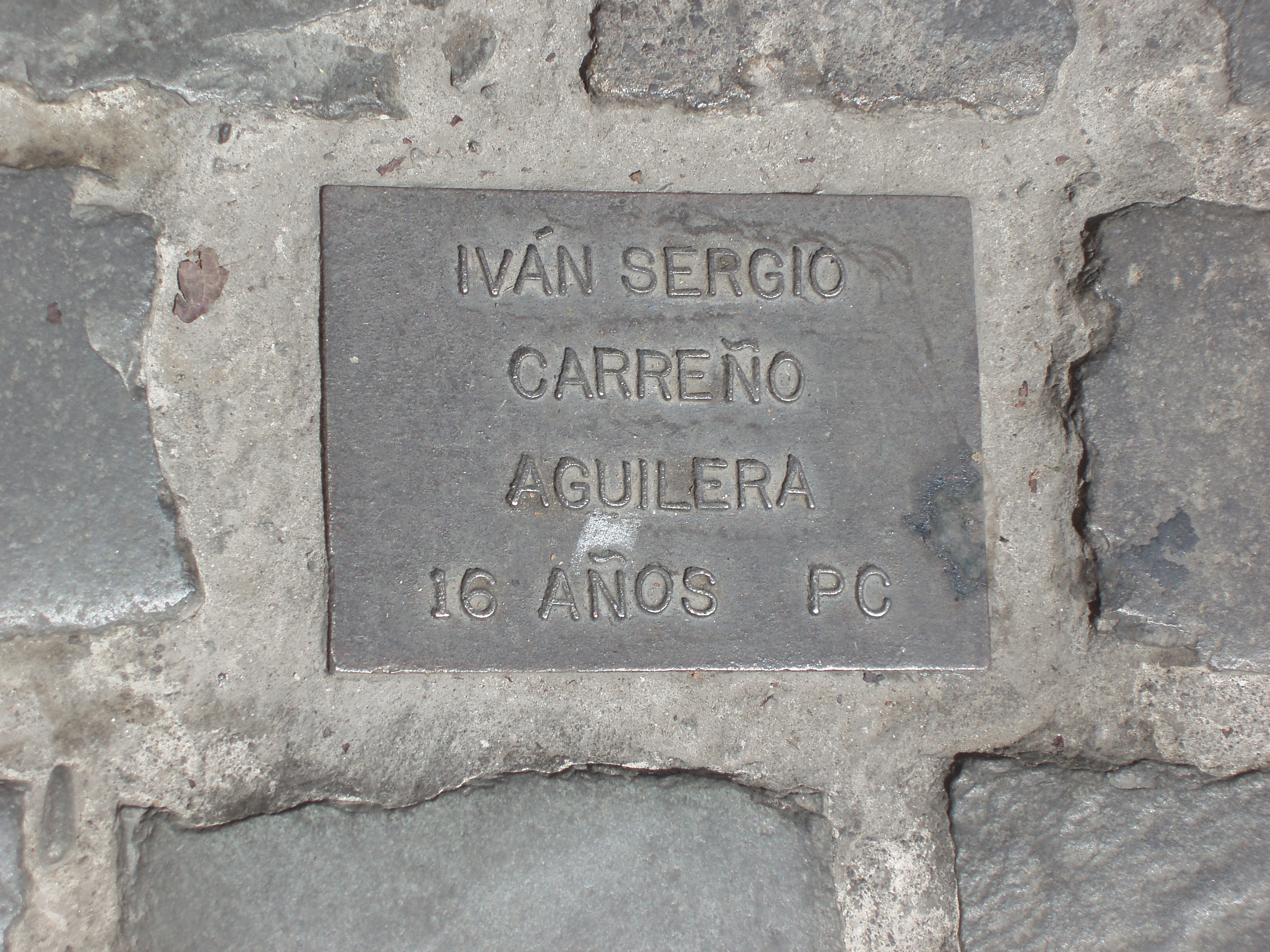
Hoy tabletas en el empedrado conmemoran a las víctimas de Londres 38.

El 12 de octubre de 2005, el recinto fue declarado Monumento Histórico de Chile, a solicitud del "Colectivo Londres 38". En febrero de 2006, el Instituto O'Higginiano puso el inmueble a la venta, mediante un remate público, el que no pudo materializarse debido a la activa oposición de las organizaciones de derechos humanos y de las dificultades que implica la venta de un Monumento Histórico. En agosto de 2008 el Ministerio de Bienes Nacionales permutó del inmueble, pasando a manos del Estado.
Hoy en día, en memoria de aquellos detenidos y muertos en Londres 38, se abrió la casa al público con charlas guiadas para informar a las personas de todo lo ocurrido en este recinto.